# 1960 a légi közlekedésben
Ez a lista az 1960-as év légi közlekedéssel kapcsolatos eseményeit tartalmazza:

## Események
- május 1. – Kirobban az U–2 krízis: mélyen a Szovjetunió területe felett, Szverdlovszk városa mellett egy SZ–75 rakétával a szovjet légvédelem lelövi a Francis Gary Powers vezette U–2 felderítő repülőgépet.
- június 21. – Az összesen 3970 darabban gyártott, immáron elavult B–29 Superfortress-t végleg kivonják a szolgálatból.
- augusztus 19. – Francis Gary Powerst kémkedés vádjával három évnyi börtönbüntetésre és hét évnyi kényszermunkára ítélik.